# バロック千一夜
グランド・ショー『バロック千一夜』（バロックせんいちや）は宝塚歌劇団の舞台作品。24場。
雪組公演。併演作品は『JFK』。

## 概要
ヨーロッパのバロック文化と千一夜的世界が融合したときの世界を表現したショー作品。

## 公演期間と公演場所
- 1995年5月12日 - 6月26日　宝塚大劇場
- 1995年8月2日 - 8月29日　東京宝塚劇場

## スタッフ
※氏名の後ろに「宝塚」、「東京」の文字がなければ両公演共通。
- 作・演出：草野旦
- 作曲・編曲：寺田瀧夫、吉田優子、高橋城
- 音楽指揮：佐々田愛一郎（宝塚）、伊沢一郎（東京）
- 振付：羽山紀代美、尚すみれ、名倉佳代子、上島雪夫
- 装置：大橋泰弘
- 衣装：任田幾英
- 照明：勝柴次朗
- 音響：加門清邦
- 小道具：万波一重
- 効果：市成秀二
- 演出補：谷正純
- 演出助手：藤井大介、植田景子
- 装置補：新宮有紀
- 衣装補：田口美香
- 演奏：東宝オーケストラ（東京）
- 舞台進行：濱野文宏
- 舞台監督：佐田民生（東京）、沖恵（東京）、鍋島毅郎（東京）、斉藤昭彦（東京）、菊川勝利（東京）
- 製作担当：岡本義次（東京）
- 制作：古澤真

## 主な配役
- バロッカー、プロローグの男S、ライヤー、テオ、アリ王子、ボレロの歌手、バロックシンガー、パレードの歌手 - 一路真輝
- バロッカー、プロローグの女A、ショーガールS、ジャスミン姫、ボレロの女、バロックダンサー、パレードの歌手 - 花總まり
- バロッカー、プロローグの男A、貴婦人、シャンペンの男、タオ、アフリカーナ男S、ゼブラの男S、パレードの歌手 - 高嶺ふぶき
- バロッカー、プロローグの男A、アフリカンの男S、オトバ、パオ、アフリカーナ男A、ゼブラの男S、パレードの歌手 - 轟悠

## 主な楽曲
- LOVE－バロック千一夜（作詞 草野 旦 作曲 寺田瀧雄）
- ジャンボ（作詞 草野 旦 作曲 吉田優子）
- アフリカーナ（Ａ）
- アフリカーナ（Ｂ）
- 華麗なる食卓
- ガンジスの恋唄（作詞 草野 旦 作曲 高橋　城）